# Balance-Board

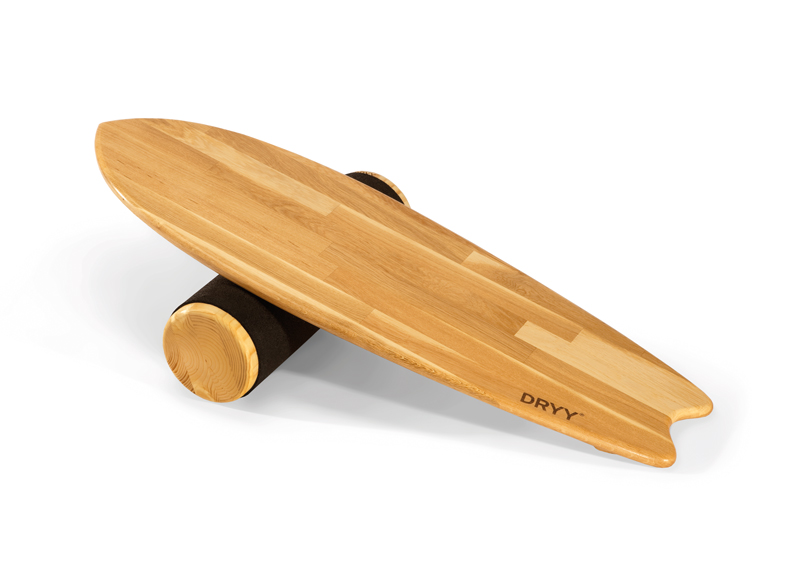
Balance-Board vom Typ The fish

Ein Balance-Board (englisch für „Balancierbrett“) ist ein Sportgerät, das als Bewegungsspielzeug, zum Training des Gleichgewichtssinns, in der sportlichen Ausbildung für das Wind- und Kitesurfing, Wellenreiten und Snowboardfahren sowie zu sporttherapeutischen Zwecken eingesetzt wird.

## Aufbau
Das Balance-Board besteht entweder aus zwei nicht miteinander verbundenen Teilen, dem Board und einer länglichen Rolle oder Kugel, auf der das Board unter Einsatz des Körpers balanciert wird, oder aus einem meist runden Brett mit fest montiertem Kugelsegment an der Unterseite. Höhere Bewegungsgeschwindigkeiten und damit höhere Anforderungen an das neuromuskuläre System bringen Geräte, bei denen die Kugel, die sich unter der Standfläche befindet, drehbar gelagert ist und sich an Ort und Stelle bewegt. Dadurch wird die Bewegungsträgheit minimiert und es sind schnellere Muskelaktivierungen zum Aufrechterhalten der Balance nötig. 

## Training
Balance-Boards eignen sich für eine ganze Reihe von Gleichgewichts- und Körpergewichtsübungen. Diese Übungen trainieren den Gleichgewichtssinn, koordinative Fähigkeiten und verschiedene Muskelpartien. Insbesondere die sog. Core-Muskulatur wird beansprucht. Hierzu zählen Oberschenkel-, Gesäß-, Rücken- und Rumpfmuskulatur.
Außerhalb der jeweiligen Sportsaison dient es Boardsportlern als Trainingsgerät, mit dessen Hilfe die Balance, Koordination und der Gleichgewichtssinn aufgebaut wird und Rücken-, Bauch- und Beinmuskulatur gestärkt werden. Außerdem eignet sich das Training auf dem Balance-Board dazu Verletzungen vorzubeugen. Speziell das Sprunggelenk und die Knie können von bestimmten Übungen auf dem Board profitieren. 

Die Startposition ist ein sicherer Stand mittig auf dem Board. Ausgehend von dieser Position können verschiedene Variationen von Körpergewichtsübungen ausgeführt werden. Zu den bekanntesten Übungen zählt der Squat (Kniebeuge) und das Stehen auf Zehenspitzen. Fortgeschrittene Benutzer variieren diese Übungen weiter.

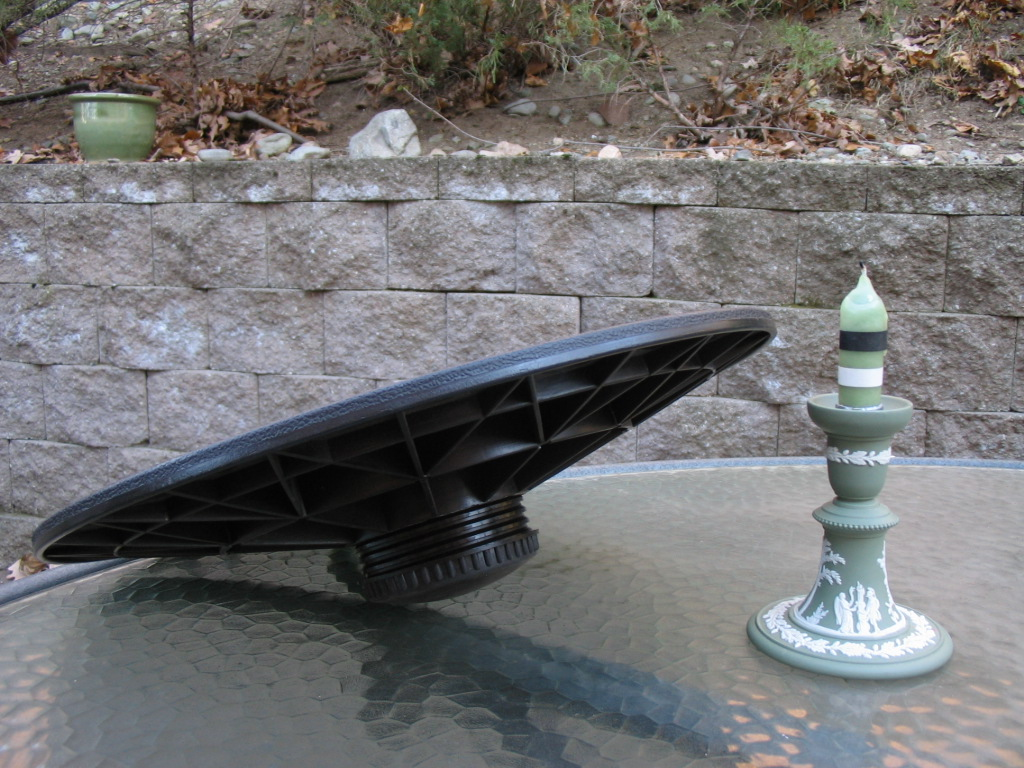
Balancierbrett vom Typ kreisrundes Brett mit fest montierter Halbkugel; Halbkugel ist zur Erhöhung des Schwierigkeitsgrades höhenverstellbar.